# Pseudosaproecius baraudi
Pseudosaproecius baraudi là một loài bọ cánh cứng trong họ Bọ hung (Scarabaeidae).